# 渡田東町
渡田東町（わたりだひがしちょう）は、神奈川県川崎市川崎区の地名。丁目の設定がない単独町名。住居表示実施済み区域。1936年（昭和11年）3月から1973年（昭和48年）3月まで存在した東渡田（ひがしわたりだ）についても触れる。

## 地理
川崎区の西部に位置し、南東に田島町、南西に小田栄、西に渡田、北東に大島上町と接している。

## 歴史

### 沿革
- 1936年（昭和11年）3月 - 耕地整理により、渡田と大島の各一部を分離し、東渡田1～5丁目を新設。
- 1970年（昭和45年）7月1日 - 住居表示の実施に伴い、東渡田1丁目を廃止し、渡田東町を新設。
- 1972年（昭和47年）4月1日 - 川崎市が政令指定都市の制定に伴い、川崎区が新設。川崎市川崎区渡田東町となる。
- 1973年（昭和48年）3月1日 - 住居表示の実施に伴い、東渡田2丁目を廃止し、田島町を新設、鋼管通1～3丁目と東渡田3～5丁目を再編し鋼管通1～5丁目となり、東渡田が消滅[5][6]。

## 世帯数と人口
2025年（令和7年）6月30日現在（川崎市発表）の世帯数と人口は以下の通りである。
| 町丁     | 世帯数  | 人口    |
| -------- | ------- | ------- |
| 渡田東町 | 824世帯 | 1,426人 |

### 人口の変遷
国勢調査による人口の推移。
| 年                 | 人口  |
| ------------------ | ----- |
| 1995年（平成7年）  | 1,514 |
| 2000年（平成12年） | 1,520 |
| 2005年（平成17年） | 1,483 |
| 2010年（平成22年） | 1,475 |
| 2015年（平成27年） | 1,429 |
| 2020年（令和2年）  | 1,404 |

### 世帯数の変遷
国勢調査による世帯数の推移。
| 年                 | 世帯数 |
| ------------------ | ------ |
| 1995年（平成7年）  | 602    |
| 2000年（平成12年） | 596    |
| 2005年（平成17年） | 647    |
| 2010年（平成22年） | 658    |
| 2015年（平成27年） | 670    |
| 2020年（令和2年）  | 742    |

## 学区
市立小・中学校に通う場合、学区は以下の通りとなる（2025年1月時点）。
| 番・番地等 | 小学校             | 中学校             |
| ---------- | ------------------ | ------------------ |
| 全域       | 川崎市立田島小学校 | 川崎市立渡田中学校 |

## 事業所
2021年（令和3年）現在の経済センサス調査による事業所数と従業員数は以下の通りである。
| 町丁     | 事業所数 | 従業員数 |
| -------- | -------- | -------- |
| 渡田東町 | 57事業所 | 446人    |

### 事業者数の変遷
経済センサスによる事業所数の推移。
| 年                 | 事業者数 |
| ------------------ | -------- |
| 2016年（平成28年） | 61       |
| 2021年（令和3年）  | 57       |

### 従業員数の変遷
経済センサスによる従業員数の推移。
| 年                 | 従業員数 |
| ------------------ | -------- |
| 2016年（平成28年） | 267      |
| 2021年（令和3年）  | 446      |

## その他

### 日本郵便
- 郵便番号 : 210-0842[3]（集配局 : 川崎港郵便局[17]）

### 警察
町内の警察の管轄区域は以下の通りである。
| 番・番地等 | 警察署     | 交番・駐在所 |
| ---------- | ---------- | ------------ |
| 全域       | 川崎警察署 | 渡田交番     |